# Grundschule Ebersdorf (Chemnitz)
Die Grundschule Ebersdorf ist eine Grundschule im Chemnitzer Stadtteil Ebersdorf.

## Geschichte
1841 wurde auf der Mittweidaer Straße 56 ein Schulhaus gebaut, in welchem bis 1878 Unterricht stattfand. 1870 wurde der Bau eines neuen Schulgebäudes geplant, begonnen wurde damit 1877. Zu Ostern 1878 wurde die Schule auf der Lichtenauer Straße 48 eröffnet. 1900 gingen 640 Schüler in die Ebersdorfer Schule, welche von gerade einmal sieben Lehrern unterrichtet wurden. 1906 wurde mit dem Bau einer neuen Schule begonnen, direkt gegenüber der alten auf der Lichtenauer Straße 45. Mit der Eröffnung 1907 wurde in beiden Häusern unterrichtet. 1926 wurde an die neue Schule eine Turnhalle angebaut. Am 29. März 1984 erhielt die Schule den Namen „Max-Saupe-Oberschule“. 1992 wurde die Schule bedingt durch die politische Wende nur noch zur Grundschule. 1993 wurde der Unterricht in der alten Schule eingestellt und ganz auf die neue verlagert. Das Gebäude der alten Schule wurde etwa 2010 nach einigen Jahren des Verfalls saniert und in ein Wohnhaus umgewandelt. Aufgrund der Lage am eher ländlichen Stadtrand von Chemnitz, trägt die Schule heute den Titel „Schule im Grünen“. Beide Schulgebäude sowie die Turnhalle gehören zur Liste der Kulturdenkmale in Chemnitz-Ebersdorf.

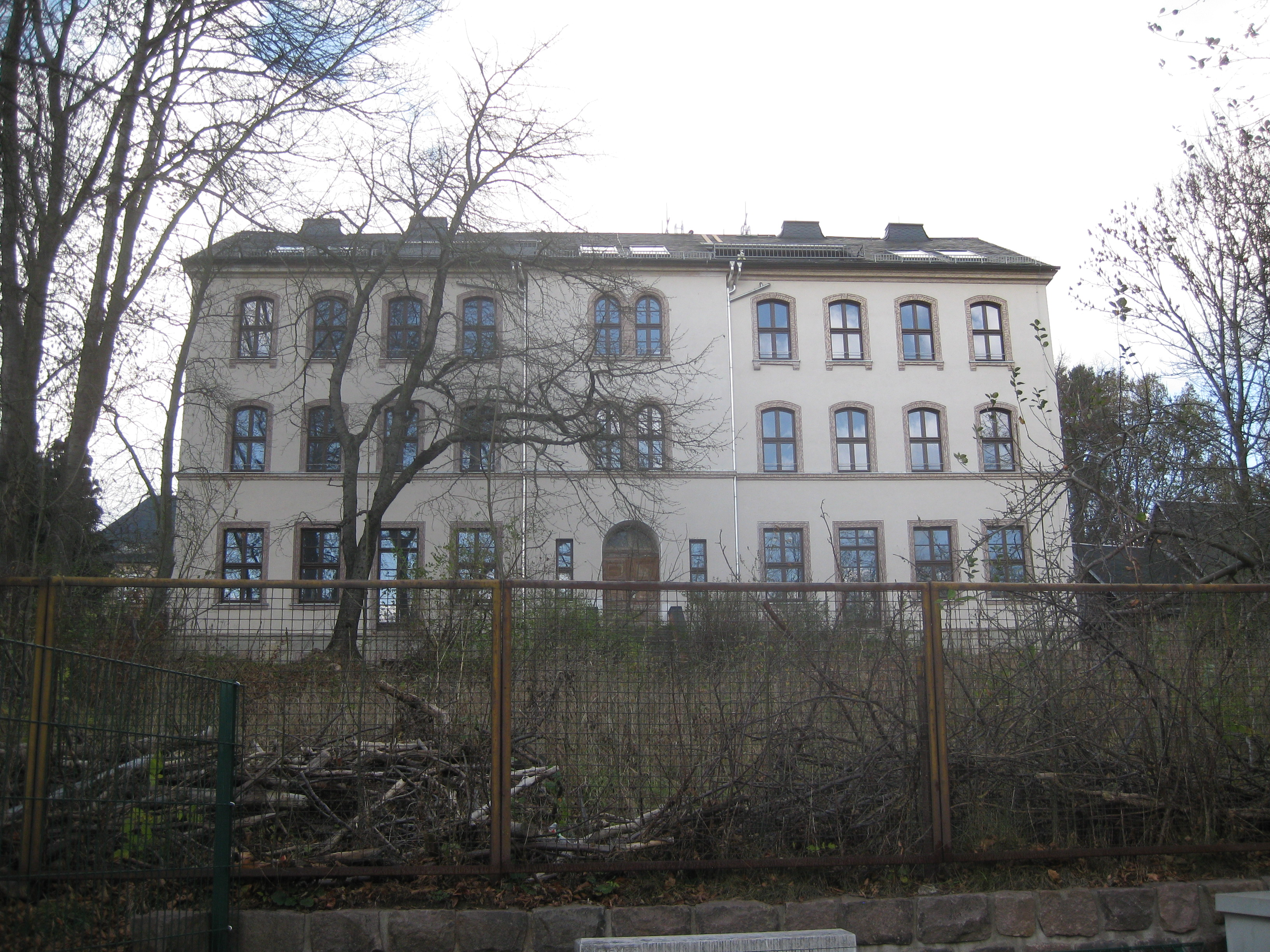
Gebäude der alten Schule (2013)